# Савельев, Леонид Иванович
Леонид Иванович Савельев (14 сентября 1903 года — 7 марта 1965 года) — советский архитектор, один из авторов проекта гостиницы «Москва».

## Биография
В 1926 году окончил Московское высшее техническое училище имени Н. Э. Баумана.
Проект дворца культуры завода «Красный Профинтерн» в Брянске, со зрительным залом на 1200 мест (общая вместимость его помещений, лекционного и читальных залов, комнат для проведения кружковых занятий составляла одновременно более 7 000 человек) был воплощён в городе Бежица (1927—1929).
Сотрудничал в проектной мастерской № 2 Моссовета под руководством академика архитектуры А. В. Щусева.
Выполненный Л. И. Савельевым в соавторстве с архитектором О. А. Стапраном при консультациях Щусева проект в 1931 году выиграл конкурс на строительство гостиницы Моссовета.
Проект Л. И. Савельева и О. А. Стапрана первоначально был выполнен в популярном в 1920-е годы стиле конструктивизм, преследующем, как первоочередные задачи, функциональность и удобство. По мере укрепления советского строя, в начале 1930-х годов в советской архитектуре начался поворот к классике. В процессе начавшегося строительства гостиницы в 1932 году, архитекторам пришлось изменять проект в соответствии с новыми требованиями. Для ускорения работы в конце 1933 года, по решению Моссовета, к работе в качестве главного архитектора строительства был привлечён А. В. Щусев.
По проектам Савельева были построены жилой дом 12 на Садовой-Самотёчной улице (совместно с О. А. Стапраном), а также общежитие ИФЛИ на улице Усачёва, 35 (совместно с М. И. Мотылёвым). Работал над проектом станции московского метро «Охотный ряд».

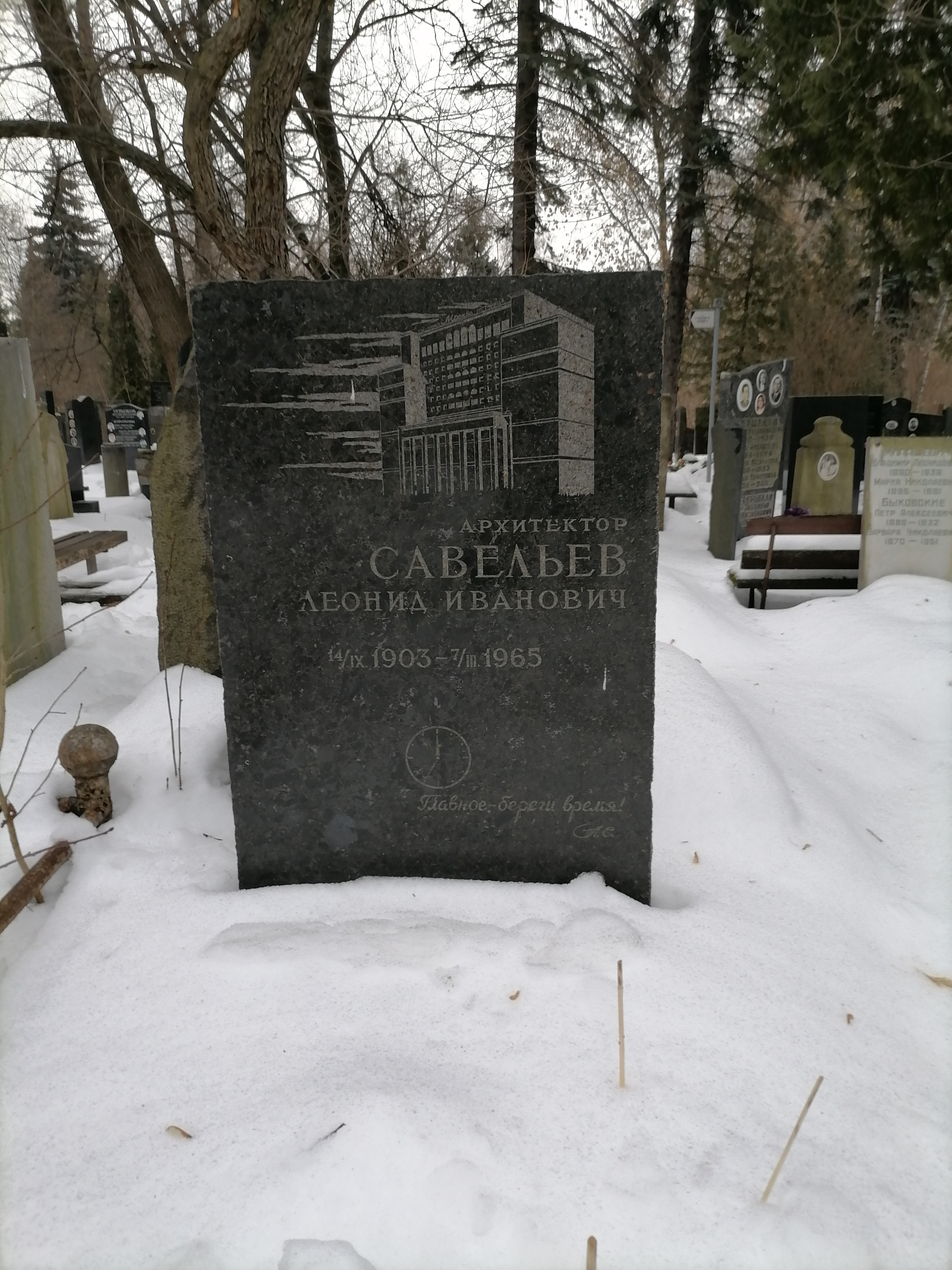
Могила на Донском кладбище

Похоронен на Новом Донском кладбище. участок 4, родственное захоронение.